# Barranc del Rebollar
El barranc del Rebollar és un barranc del terme de Conca de Dalt, al Pallars Jussà; pertany a l'antic terme d'Hortoneda de la Conca.
Es forma en el costat de llevant del Roc de Santa, ran mateix de la formació rocosa, i davalla cap al nord-est. Travessa la partida del Rebollar i deixa al sud-est la de la Cova, i s'ajunta amb el barranc de la Masia per tal de formar, entre tots dos el barranc de la Molina just al costat de ponent de la casa de la Molina.